# Referendum konstytucyjne w Kirgistanie w 2016 roku
Referendum konstytucyjne w Kirgistanie – dziewiąte referendum w historii Kirgistanu, przeprowadzone 11 grudnia 2016 roku.

## Tło i sytuacja polityczna
W pierwszych latach prezydentury Ałmazbek Atambajew wielokrotnie deklarował, że nie będzie dążyć do zmiany konstytucji w sposób umożliwiający mu pozostanie u władzy po zakończeniu kadencji. Dopiero wiosną 2015 r. wystąpił z inicjatywą zmian konstytucyjnych poszerzających kompetencje premiera, jednak ustąpił pod wpływem protestów społecznych, krytyki ekspertów oraz negatywnej opinii Komisji Weneckiej.
Po wyborach parlamentarnych jesienią tego samego roku Atambajew  powrócił do tematu reformy, wskazując na konieczność zmian w kierunku zwiększenia władzy premiera kosztem prezydenta, co miało w jego opinii zabezpieczać kraj przed autorytaryzmem. Pod wpływem krytyki tych argumentów potrzebę reform zaczął motywować rzekomym zagrożeniem suwerenności kraju przez zapisane w konstytucji przepisy dotyczące obowiązku wdrażania praw człowieka. Ostatecznie poddane pod referendum zmiany w konstytucji zostały zakreślone znacznie szerzej niż propozycje z 2015 roku, obejmując blisko ⅓ artykułów konstytucji.

## Przedmiot referendum
W referendum głosowano nad zmianami w 30 artykułach przyjętej w 2010 roku konstytucji, ograniczającymi prerogatywy głowy państwa na rzecz premiera przy jednoczesnym wzmocnieniu obu tych organów władzy wykonawczej kosztem władzy ustawodawczej i sądowniczej, znoszącymi konstytucyjny obowiązek wykonywania przez sądy postanowień międzynarodowych organów zajmujących się obroną praw człowieka, zakazującymi małżeństw homoseksualnych i umożliwiającymi premierowi mianować czy dymisjonować członków rządu bez zgody prezydenta i parlamentu.

## Krytyka
Projekt referendum wywołał kryzys polityczny w Kirgistanie, w efekcie którego dotychczasowa koalicja pięciu partii uległa rozpadowi i w jej miejsce powstało porozumienie trzech partii. Przeciwko zmianom poddanym pod referendum wystąpiła część byłych przywódców rewolucji z 2005 i 2010 roku, m.in. Roza Otunbajewa i Ömürbek Tekebajew.
Reforma konstytucyjna została skrytykowana przez Komisję Wenecką jako naruszająca równowagę różnych władz oraz ograniczająca niezawisłość sądów. Dodatkowo przyjęta w 2010 r. konstytucja zawierała zapis o zakazie wprowadzania w niej zmian przez 10 lat jej obowiązywania.
Referendum odczytuje się jako dążenie prezydenta Atambajewa do wprowadzenia rządów autorytarnych na wzór innych państw regionu i próbę utrzymania przez prezydenta (już jako premier) władzy mimo konstytucyjnego ograniczenia liczby kadencji, która uniemożliwia mu ubiegania się o reelekcję w 2017 roku.

## Wyniki
W referendum większość (niespełna 80%) uprawnionych opowiedziała się za zmianami zaproponowanymi przez prezydenta.
| Nazwa          | Liczba głosów | % głosów |
| -------------- | ------------- | -------- |
| Za             | 950 440       | 79,59%   |
| Przeciw        | 184 816       | 15,60%   |
| Nieważne/puste | 60 182        | –        |
| Łącznie        | 1 195 438     | 100%     |
| Frekwencja     | Frekwencja    | 42%      |